# Korpus Pokoju

Logo

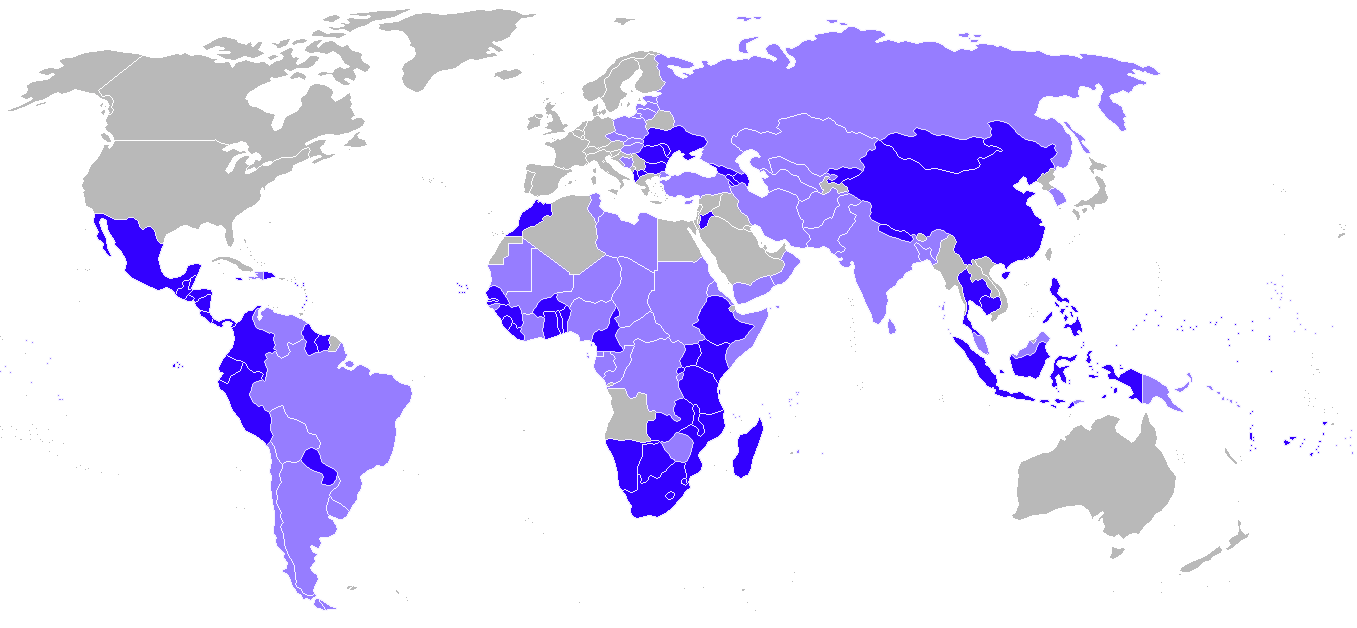
Mapa aktywności Korpusu Pokoju (2007)

Korpus Pokoju (ang. Peace Corps) – federalna agencja amerykańska z siedzibą w Waszyngtonie. Powołana do życia 1 marca 1961 r. z inicjatywy prezydenta Johna F. Kennedy’ego.
Korpus służy pomocą słabiej rozwiniętym krajom w zaspokajaniu potrzeb technicznych przy współpracy wykwalifikowanych kadr amerykańskich wolontariuszy oraz propaguje w tychże krajach wiedzę o Stanach Zjednoczonych i Amerykanach.
Pierwsze misje Korpus odbył w szkołach w Ghanie, Kolumbii i Tanganice. Potem działalność przeniosła się także na inne dziedziny: służbę zdrowia, rolnictwo czy leśnictwo.
Od początku lat 60. w Korpusie służyło ok. 190 000 osób w 139 krajach.
W Polsce Korpus działał w latach 1990–2001, przysyłając ponad 950 wolontariuszy. Pomagali w nauce języka angielskiego, edukacji środowiskowej i ochrony środowiska, a także rozwoju drobnej przedsiębiorczości.
W 2011 Peace Corps otrzymał Order za Zasługi dla Republiki Macedonii.